# Dilraba Dilmurat
Dilraba Dilmurat (uigur: دىلرەبا دىلمۇرات; Ürümchi, 3 de juny de 1992), coneguda també com Dilireba (xinès simplificat: 迪丽热巴, pinyin: Dílìrèbā), és una actriu, cantant i model xinesa d'ètnia uigur.

## Biografia
Dilraba va nàixer el 3 de juny de 1992 a Ürümchi, Xinjiang, Xina. L'any 2001, quan tenia nou anys, el seu pare la va portar a la Xinjiang Art Middle School per tal de fer l'examen d'accés. Més tard, quan va rebre una oferta de l'escola, es va adonar que aniria a una escola de dansa durant els propers sis anys.
El 2007, es va graduar a l'Institut d'Arts de Xinjiang i es va convertir en membre de la Troupe de Dansa i Cançó de Xinjiang.
El 2009, va estudiar durant un any a la Universitat Normal del Nordest de Jilin. Aquell any va obtindre el tercer lloc en un concurs de cant.
El 2010, es va matricular al departament d'actuació de l'Acadèmia de Teatre de Shanghai, especialitzant-se en drama, cinema i televisió. El mateix any, va fer una audició per al nou projecte del director Lu Chuan, The Last Supper.

## Carrera

### 2013–2016: debut com a actriu i popularitat creixent
El 2013, Dilraba va fer el seu debut com a actriu al drama televisiu Anarhan, interpretant el paper principal. El drama va ser nominat com a millor sèrie de televisió als 30 premis Feitian.
El 2014, va signar amb Jay Walk Studio i va protagonitzar la sèrie web V Love, produïda per la companyia. El mateix any, Dilraba va guanyar el reconeixement pel seu paper de Fuqu a l'exitós drama fantàstic Swords of Legends.
El 2015, Dilraba va protagonitzar la comèdia romàntica Diamond Lover, guanyant elogis pel seu paper d'estrella del pop descarada. Va guanyar el premi del públic a actriu novella als 7th China TV Drama Awards.
El 2016, Dilraba va ser elegida per al paper principal del drama esportiu juvenil Mala Bianxing Ji. Va guanyar el premi a millor actriu debutant als ENAwards 2016 per la seua actuació a la sèrie.

### Consolidació
El 2017, Dilraba va interpretar el paper principal a la comèdia romàntica Pretty Li Huizhen, un remake del drama sud-coreà She Was Pretty. La sèrie va ser popular i té més de 7.000 milions de visualitzacions en línia. A més, Dilraba va guanyar el premi a l'actriu més popular i el premi del públic a millor actriu al premi Golden Eagle de la televisió xinesa. També va protagonitzar la sèrie romàntica de fantasia Eternal Love com una fada rabosa. Pel seu paper, va rebre una nominació a la millor actriu secundària al Festival de Televisió de Shanghai.
Aquell mateix any, tingué el seu primer paper protagonista a la gran pantalla a la pel·lícula de comèdia romàntica Mr. Pride vs Miss Prejudice. La seua actuació li va valdre el premi a millor actriu revelació al Festival de Cinema xinés de la Gran Bretanya 2016. Després va protagonitzar el drama romàntic històric The King's Woman, i la pel·lícula fantàstica Namiya, l'adaptació xinesa de la novel·la japonesa Miracles of the Namiya General Store. Dilraba va guanyar el premi a millor actriu debutant als Golden Phoenix Awards per la seua actuació a Namiya.
El 2017, Dilraba també es va unir a la cinquena temporada de Keep Running com a membre del repartiment.
El 2018, Dilraba va protagonitzar la pel·lícula de comèdia romàntica 21 Karat. Després va protagonitzar el drama romàntic wuxia The Flame's Daughter, juntament amb Vic Chou. El mateix any, es va estrenar el drama de comèdia romàntica de ciència-ficció Sweet Dreams, fent tàndem amb Deng Lun. A més, Dilraba va ser coronada com la Deessa Àguila Daurada al 12è Festival d'Art de l'Àguila Daurada de la Xina.

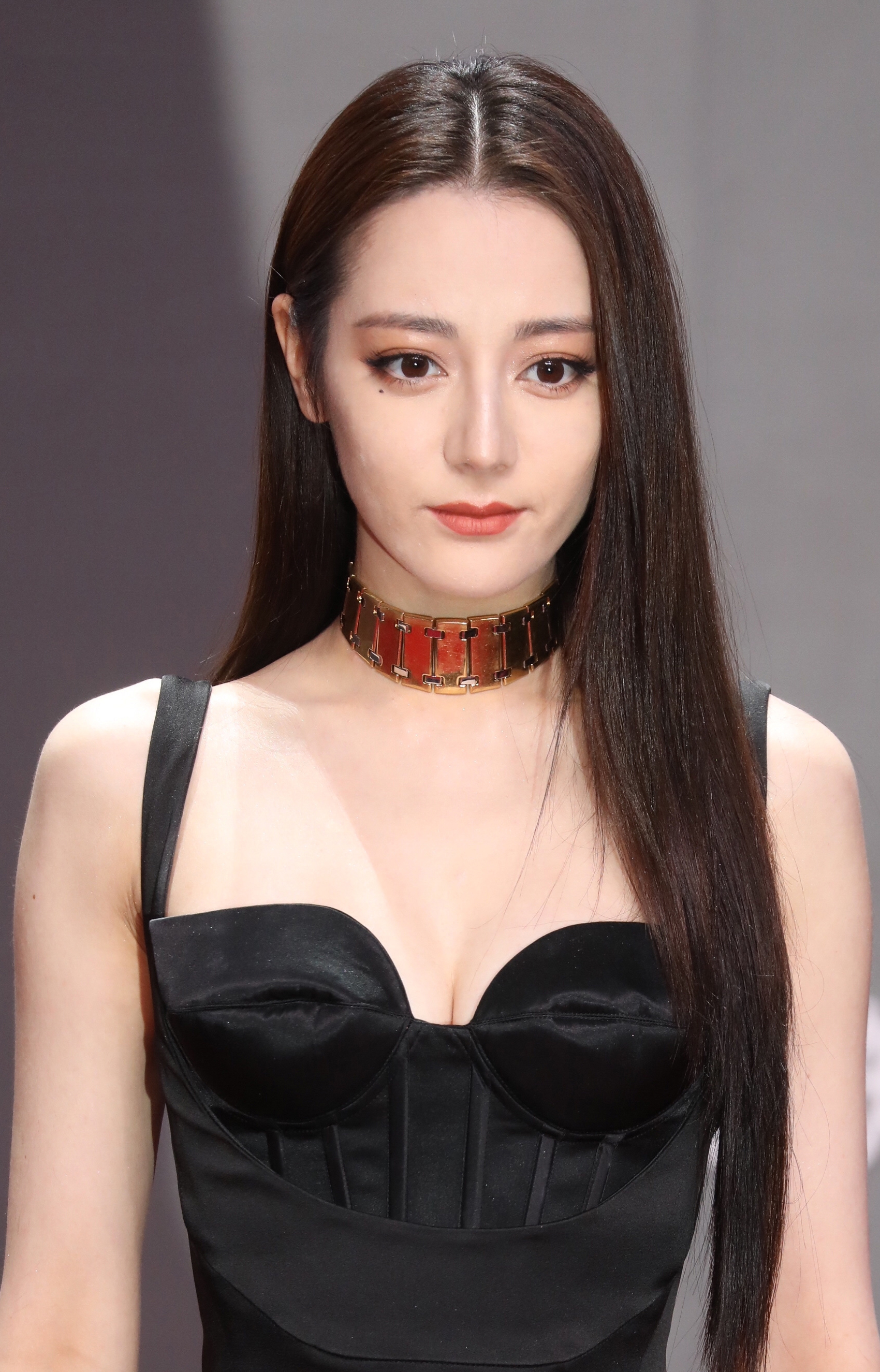
Dilraba el 2020

El 2019, Dilraba va aparèixer per primera vegada a la gala d'Any Nou de CCTV, interpretant la cançó "China Happy Events". Dilraba també es va unir a la cinquena temporada de Go Fighting! com a membre habitual del repartiment.
El 2019, va ser una de les mentores del concurs Produce Camp 2019.
El gener de 2020, Dilraba va protagonitzar el romanç fantàstic Eternal Love of Dream, repetint el seu paper de Fengjiu d' Eternal Love. El mateix any, va protagonitzar el drama romàntic Love Advanced Customization, interpretant un dissenyador de moda.
El juny de 2020, Statista va classificar Dilraba com la segona celebritat més popular a Douyin, amb 55,6 milions de seguidors. Més tard, Dilraba va protagonitzar la pel·lícula de fantasia històrica Saga of Light interpretant Chang'e.
El 2021, va protagonitzar el drama històric The Long Ballad, interpretant Li Changge. Més tard, Dilraba va protagonitzar You Are My Glory com a Qiao Jingjing i compartint pantalla amb Yang Yang. La sèrie va ser un èxit comercial i va obtindre 4.000 milions de visualitzacions.
El 2022, apareix a The Blue Whisper, i a The Legend of Anle al costat de Gong Jun.
El 2023, va protagonitzar el drama legal Prosecution Elites, amb Tong Dawei de protagonista masculí.

## Altres treballs

### Patrocini
Dilraba és considerada una de les ambaixadores de marca més demandades a la Xina a causa de nombroses ofertes de patrocini que van des d'aliments i begudes, productes bàsics, productes de bellesa i venda al detall, fins a aplicacions mòbils, i productes tecnològics. També avala diverses marques internacionals com L'Oréal i Mikimoto. La marca Whisper de P&G va vore un augment de les seues vendes després de contractar Dilraba com a portaveu. El 2018, Dilraba va acabar el seu contracte amb Dolce & Gabbana després d'un incident publicitari racista a la Xina.
L'any 2021, com a uigur de Xinjiang, Dilraba va expressar públicament el seu suport al cotó produït a Xinjiang després que diverses empreses internacionals van anunciar que no comprarien cotó a la regió a causa de la preocupació del treball forçat dels uigurs. Les seues accions es van fer ressò per la majoria de les altres celebritats xineses que van tallar vincles amb aquestes marques.
El mateix any, Dilraba va ser anunciada com la primera dona portaveu de marca global de Panerai.

### Activitats socials
El 29 d'agost de 2012, Dilraba va anar a una casa benèfica a Xinjiang i va visitar els orfes locals.
El 2015, Dilraba es va unir al projecte de plantació d'arbres i ecologització de la xarxa iniciat per l'Acció per a la protecció de la natura de la Fundació China Green. El mateix any, va ser convidada a participar en l'activitat de benestar públic "Vestir junts per ajudar a estimar" celebrada per BAZAAR Star Charity Night, i es van donar tots els fons de venda benèfica obtinguts de l'esdeveniment.
L'any 2016, Dilraba va participar en la campanya MAKEAPROMISE per ajudar els infants que pateixen guerres, malalties i desastres naturals. La campanya està organitzada per UNICEF i Louis Vuitton, amb l'objectiu de donar suport a més infants que ho necessiten arreu del món.
El 2017, Dilraba va participar en la subhasta benèfica en línia iniciada per BAZAAR Star Charity Night i va donar una cadena de cintura de plata per recaptar més diners per a disposar de més ambulàncies a ciutats remotes de la Xina.
El 2018, Dilraba va participar en el projecte de benestar públic per donar suport a la "assegurança mèdica per a malalties", ajudant a alleujar els problemes de salut i pobresa de la Xina. El projecte va donar cobertura a 25 milions de nens de 585 comarques de pobresa de l'empobriment a causa de la malaltia. Al març, Dilraba demanà a més gent que prestara atenció a l'educació de les adolescents a la Xina. Al novembre, l'empresa Alibaba va convidar Dilraba a convertir-se en una estrella del benestar públic en la mitigació de la pobresa a la Xina i va convidar a tothom al país a unir-se a ella per ajudar a la revitalització de la seua regió natal de Xinjiang.
El 2021, Dilraba va donar 500.000 RMB a Henan per ajudar la província a recuperar-se d'una tempesta.

## Vida personal

### Incident amb un Stalker
El 7 de juny de 2020, mentre Dilraba estava en un espectacle de varietats per promocionar productes dels agricultors empobrits a Hunan, un membre del públic masculí va pujar a l'escenari, li va tocar l'espatlla, es va posar de genoll i li va proposar amb un anell. Wang Han, l'amfitrió de l'espectacle, es va interposar entre ells i va demanar al personal que l'escoltara fora de l'escenari. L'home l'havia estat perseguint durant mig any. Els internautes xinesos van criticar les mesures de seguretat laxes, i el 10 de juny van expressar la seua indignació quan les autoritats de Changsha només li van donar 7 dies de detenció com a càstig. Posteriorment va haver una condemna addicional després que l'home no mostrara remordiment quan va ser alliberat.